# لیک لیلیان (مینه‌سوتا)
لیک لیلیان، مینه‌سوتا (به انگلیسی: Lake Lillian, Minnesota) یک شهر در ایالات متحده آمریکا است که در شهرستان کندیوهای، مینه‌سوتا واقع شده‌است.

## خصوصیات
لیک لیلیان ۱٫۱۹ کیلومترمربع مساحت و ۲۳۸ نفر جمعیت دارد و ۳۳۹ متر بالاتر از سطح دریا واقع شده‌است.